# Мудрий дурень (фільм)
Мудрий дурень (англ. A Wise Fool) — американська драма режисера Джорджа Мелфорда 1921 року.

## Сюжет
Жан, заможний молодий канадець, під час поїздки в Європу зустрічається і закохується в Кармен, молоду іспанку. Вони одружуються у родини народжується дочка, але незабаром Жан виявляє, що його дружина від нього йде. Кармен бере дочку і залишає його, Жан втрачає удачу — його бізнес зникає в результаті пожежі, а свекор краде те, що залишилося.

## У ролях
- Джеймс Кірквуд — Жан-Жак Барбілл
- Еліс Холлістер — Кармен Долорес
- Енн Форрест — Зоя Барбілл
- Алан Хейл — Джордж Массон
- Фред Хантлі — Себастьян Долорес
- Вільям Бойд — Жерар Фінес
- Трулі Шаттак — Вірджинія
- Гаррі Даффілд — Філ
- Чарлз Стентон Огл — суддя Каркассон
- Джон Хердман — вікарій
- Мейбл Ван Бурен — мадам Ланглуа